# Aecidium amazonense
Aecidium amazonense é uma espécie de cogumelos pertencente ao grupo Basidiomycota, que foi descrita pela primeira vez por Paul Christoph Hennings, em 1904. Aecidium amazonense pertence ao gênero Aecidium, ordem Pucciniales, ordem Pucciniomycetes, ordem Basidiomycota. Não há tipos listados como este.